# Матвейковцы
Матвейковцы (укр. Матвійківці) — село в Городокском районе Хмельницкой области Украины.
Население по переписи 2001 года составляло 186 человек. Почтовый индекс — 32025. Телефонный код — 3251. Занимает площадь 1,5 км². Код КОАТУУ — 6821285804.

## Местный совет
32025, Хмельницкая обл., Городокский р-н, с. Новый Свет